# Ivan Marcelić
Ivan Marcelić (Zagreb, 18. veljače 1994.), hrvatski vaterpolski vratar.  Visok je 192 centimetra i težak 106 kilograma.
Vaterpolo je počeo igrati s 10 godina u zagrebačkoj »Mladosti« u kojoj je prošao sve mlađe igračke uzraste, kao i u nacionalnoj vrsti. Tako je s hrvatskom momčadi do 17 godina bio brončani na Europskom prvenstvu u Stuttgartu, osiguravši Hrvatskoj broncu s 13 obrana u utakmici za treće mjesto.
S juniorskom hrvatskom nacionalnom vrstom postao je europskim juniorskim prvakom u Rijeci 2011. godine te bio najbolji vratar prvenstva.
Iako je prethodnih sezone momčad VK »Zadar 1952.« držala dno 1.B lige, dolaskom Marcelića 2011. Zadar je napredovao s pretposljednjeg na 4. mjesto te je u prvih deset kola prvenstva bio momčad s najmanje primljenih pogodaka.
Branio je susret četvrtzavršnice Svjetskog prvenstva u Budimpešti 2017. u kojoj je Hrvatska nadigrala Talijane i utrla put prema kasnijem osvajanju naslova svjetskih prvaka. Branio je i na Europskom prvenstvu u Barceloni 2018. na kojem je Hrvatska osvojila brončano odličje.
Za zagrebačke »žapce« igrao je i u Ligi prvaka, Jadranskoj ligi i LEN Eurokupu. Dosad je upisao 95 nastupa.
Pohađao je zagrebačku Klasičnu gimnaziju.
Djed Ivo potječe iz Preka na Ugljanu te je rođen u Zadru kao i njegovi roditelji otac Josip i majka Sandra, koja također ima ugljanske korijene. Ivan i brat Fran rođeni su u Zagrebu. Prije vaterpola, trenirao je košarku i tenis.